# PSTPIP2
PSTPIP2 (англ. Proline-serine-threonine phosphatase interacting protein 2) – білок, який кодується однойменним геном, розташованим у людей на короткому плечі 18-ї хромосоми. Довжина поліпептидного ланцюга білка становить 334 амінокислот, а молекулярна маса — 38 858.
| 10         |  | 20         |  | 30         |  | 40         |  | 50         |
| ---------- |  | ---------- |  | ---------- |  | ---------- |  | ---------- |
| MTRSLFKGNF |  | WSADILSTIG |  | YDNIIQHLNN |  | GRKNCKEFED |  | FLKERAAIEE |
| RYGKDLLNLS |  | RKKPCGQSEI |  | NTLKRALEVF |  | KQQVDNVAQC |  | HIQLAQSLRE |
| EARKMEEFRE |  | KQKLQRKKTE |  | LIMDAIHKQK |  | SLQFKKTMDA |  | KKNYEQKCRD |
| KDEAEQAVSR |  | SANLVNPKQQ |  | EKLFVKLATS |  | KTAVEDSDKA |  | YMLHIGTLDK |
| VREEWQSEHI |  | KACEAFEAQE |  | CERINFFRNA |  | LWLHVNQLSQ |  | QCVTSDEMYE |
| QVRKSLEMCS |  | IQRDIEYFVN |  | QRKTGQIPPA |  | PIMYENFYSS |  | QKNAVPAGKA |
| TGPNLARRGP |  | LPIPKSSPDD |  | PNYSLVDDYS |  | LLYQ       |  |            |

A: Аланін

C: Цистеїн

D: Аспарагінова кислота

E: Глутамінова кислота

F: Фенілаланін

G: Гліцин

H: Гістидин

I: Ізолейцин

K: Лізин

L: Лейцин

M: Метіонін

N: Аспарагін

P: Пролін

Q: Глутамін

R: Аргінін

S: Серин

T: Треонін

V: Валін

W: Триптофан

Кодований геном білок за функцією належить до фосфопротеїнів. 
Задіяний у такому біологічному процесі, як альтернативний сплайсинг. 
Локалізований у цитоплазмі, мембрані.